# Polypedilum shangujuensis
Polypedilum shangujuensis är en tvåvingeart som beskrevs av Wang 1994. Polypedilum shangujuensis ingår i släktet Polypedilum och familjen fjädermyggor.
Artens utbredningsområde är Hubei (Kina). Inga underarter finns listade i Catalogue of Life.